# Liste der Kulturdenkmäler in Koblenz-Karthause
In der Liste der Kulturdenkmäler in Koblenz-Karthause sind alle Kulturdenkmäler im Stadtteil Koblenz-Karthause (mit den statistischen Stadtteilen Karthause Nord, Karthause-Flugfeld und Karthäuserhofgelände) der rheinland-pfälzischen Stadt Koblenz aufgeführt. Grundlage ist die Denkmalliste des Landes Rheinland-Pfalz (Stand: 28. Juni 2023).
Die Kulturdenkmäler sind Teil des seit 2002 bestehenden UNESCO-Welterbes Oberes Mittelrheintal.

## Denkmalzonen
| Bezeichnung                           | Lage                       | Baujahr | Beschreibung                                                                              | Bild                           |
| ------------------------------------- | -------------------------- | ------- | ----------------------------------------------------------------------------------------- | ------------------------------ |
| Denkmalzone Fort Großfürst Konstantin | Am Fort Konstantin 30 Lage | 1822–32 | dreiflügeliges Kasemattenkorps auf dem Karthäuserplateau und Kehlturm am Bergfuß, 1822–32 | weitere Bilder Fotos hochladen |

## Einzeldenkmäler
| Bezeichnung   | Lage | Baujahr       | Beschreibung | Bild                           |
| ------------- | --- | ------------- | --- | ------------------------------ |
| Exerzierhalle | Am Fort Konstantin 40 Lage | 1901–03       | ehemalige Exerzierhalle; langgestreckter Putzbau mit Architekturelementen aus Rotsandstein, im Innern eiserner genieteter Dachstuhl, 1901/03 im Zusammenhang mit der Erbgroßherzog-Friedrich-Kaserne errichtet | weitere Bilder Fotos hochladen |
| Löwentor      | Am Löwentor Lage | 1816–22       | klassizistischer Torbau der Feste Kaiser Alexander mit krenelierten Mauern und verschütteten Resten des Kehlreduits                                                                                            | weitere Bilder Fotos hochladen |
| Ankerkreuz    | südlich der Ortslage am Ankerpfad Richtung Lay Lage                                                                                | 1604          | auch St.-Niklas-Kreuz; Bildstock; Basalt-Bildstock mit spitzbogiger Figurennische, bezeichnet 1604 | Fotos hochladen                |
| Konzenkreuz   | südlich des Layer Bergwegs, westlich des ehemaligen Forsthauses Remstecken, an der Grenze der Gemarkungen von Koblenz und Lay Lage | vor 1787      | Wegekreuz; schlichtes Basaltkreuz, Grenzmarke, vor 1787 | Fotos hochladen                |
| Beckerskreuz  | an der Römerstraße, östlich der B 327 Lage                                                                                         | um 1600       | gedrungenes Basaltkreuz, eingeritzt Spitzweck und Brezel, angeblich um 1600 | Fotos hochladen                |
| Eiserne Hand  | an der Römerstraße, östlich der B 327 Lage                                                                                         | 1677 und 1728 | Wegekreuz; Basaltkreuz, Schaft bezeichnet 1728, Querarme bezeichnet 1677, auf Kreuzungspunkt (vergitterte Nische) kleineres Kreuz, dahinter zwei eiserne Hände                                                 | Fotos hochladen                |